# ペンザンスヘリポート
ペンザンスヘリポート（英語: Penzance Heliport）は、コーンウォールのペンザンスから北東1.1kmに位置しているヘリポート。シリー諸島への定期便が運航され、シャトルバスでペンザンス駅に接続される。最初のヘリポートは2012年10月31日に閉鎖され、後に新しいヘリポートが建設された。ペンザンス・ヘリコプターがスローン・ヘリコプターと提携して運航するトレスコ島とセント・メアリーズ島へのヘリコプター路線の拠点となっている。

## 歴史
1937年にゴルフ場から複葉機デ・ハビランド DH.84 ドラゴン（後にDH.89 ドラゴン・ラピードで更新）による路線が開設されていたが、1964年5月1日BEAヘリコプターがランズ・エンド空港とシリー諸島の間でシコルスキー S-61を使用して最初の運航サービスを開始した。この路線は、9月1日にペンザンスヘリポートへ移転した。ヘリポートの建設費は88,000ポンド、この金額は2023年時点の£2,300,000と同等である。開設当初は、北緯50度07分41秒 西経005度31分06秒 / 北緯50.12806度 西経5.51833度に位置し、08/26方向の373 x 45mの芝生の滑走路内側に、30m四方のコンクリート製のヘリパッド1つを有していた。
1964年9月1日、ペンザンス市長のアルフレッド・ベッカーレグ市長夫妻によって正式にヘリポートは開設された。
2012年10月31日、ブリティッシュ・インターナショナル・ヘリコプターズは、乗客数の減少と運航にかかる高額費用のため運航を停止した。同社は、ヘリポートをセインズベリーに売却し 、資金を調達するためにコーンウォール西部の別の地に移転する予定であると発表したが、運航を継続するのに適した代替地は確保できなかった。跡地は2013年4月上旬にメインターミナルビルの解体工事が始まり、後にセインズベリーの店舗となっている。

## 新しいヘリポート
2016年に、ペンザンスとシリー諸島のセント・メアリーズ島とトレスコ島を結ぶ新しいヘリコプター路線の開設計画が発表された。提案には、ペンザンスのジェルバート・ウェイ（以前のヘリポートの付近）に新しいヘリポートを建設することが含まれた。計画申請書は、コーンウォール評議会が計画申請書に対してこれまで与えたことがないほどの、最高レベルの支持を受けた。
2017年2月、新しいヘリポート計画への最初の承認は、コーンウォール評議会の戦略計画委員会によって全会一致で与えられた。この決定は、後に司法審査でシリー諸島蒸気船会社によって異議を申し立てられた。司法審査に対する反対請願は11,000以上の署名を獲得し 、修正された計画申請書が提出された。修正された申請書は、2018年8月にコーンウォール評議会によって2回目の全会一致の決定で承認された。新しいヘリポートは2018年から2019年にかけて建設、2020年3月に運航が開始され、セント・メアリーズ島とトレスコ島への路線が運用されている。